# Ciornobaiivka, Bilozerka
Ciornobaiivka (în ucraineană Чорнобаївка) este localitatea de reședință a comunei Ciornobaiivka din raionul Bilozerka, regiunea Herson, Ucraina.

## Demografie
Componența lingvistică a localității Ciornobaiivka
     Ucraineană (91,7%)
     Rusă (7,33%)
     Alte limbi (0,69%)
Conform recensământului din 2001, majoritatea populației localității Ciornobaiivka era vorbitoare de ucraineană (91,7%), existând în minoritate și vorbitori de rusă (7,33%).